# Oriana Fallaci
Oriana Fallaci (Florencia, 29 de junio de 1929-Florencia, 15 de septiembre de 2006) fue una periodista, activista y escritora italiana. Fue la primera mujer italiana corresponsal de guerra. Como escritora de doce libros, vendió veinte millones de ejemplares en todo el mundo; como periodista ganó un gran prestigio internacional especialmente por sus entrevistas a personajes famosos. En 2007 el parque público Quadronno Crivelli en el centro de Milán cambió su nombre por Giardino Oriana Fallaci (Jardín Oriana Fallaci) en su homenaje.

## Biografía

### Contribución a la Resistencia Italiana
Oriana Fallaci fue la mayor de cuatro hermanas, Neera y Paola, también periodistas y escritoras, y Elisabetta, hija adoptiva de la familia Fallaci. Entre sus antepasados se cuenta una bisabuela española de Barcelona. Su infancia transcurrió en la Italia fascista de Mussolini. Su padre, Edoardo, albañil, era un activo partisano antifascista, y sin duda influyó en las ideas de Oriana que, todavía adolescente, fue también partisana durante la Segunda Guerra Mundial. Participó en la Resistencia contra la ocupación nazi en su región natal. La joven Fallaci se unió así al movimiento clandestino de la Resistencia "Justicia y Libertad" viviendo en primera persona los acontecimientos de la guerra: durante la ocupación de Florencia por los alemanes, el padre fue hecho prisionero y torturado en Villa Triste, y luego liberado, mientras Oriana se ocupaba del transporte de las municiones de una parte a otra del Arno, atravesando el río en el punto de seca, ya que los alemanes habían destruido los puentes. Por su activismo durante la guerra recibió a los 14 años el reconocimiento honorífico del ejército italiano.

### Años 1950: El debut en el periodismo
Después de haber realizado estudios medios en el liceo clásico Galileo, y becada varias veces, ingresó en la Facultad de Medicina: «Me matriculé en Medicina porque el tío Bruno decía que estudiar Medicina me ayudaría a ser escritora y en aquel tiempo la Universidad no era gratis: hacía falta costeársela. Luego me quedé en periodismo que me permitía escribir y, a la vez que realizaba los estudios universitarios, escribía pequeños reportajes para un diario de Florencia» cuenta. 
Dejó la medicina para dedicarse al periodismo, animada por su tío Bruno Fallaci, que fue también periodista y director de algunos semanarios. Empezó a trabajar para el Mattino dell’Italia centrale, periódico de inspiración cristiana, donde se ocupó de distintos temas: sucesos, crónica judicial y costumbres. Fue despedida del periódico porque se negó a escribir un artículo a favor de Palmiro Togliatti, como le había ordenado su director. Y así tras esto se marchó a Milán para trabajar en el semanario Época de Mondadori, que entonces estaba dirigido por su tío Bruno Fallaci, quien, para no ser acusado de favorecerla, le encomendaba los peores trabajos («encargos infames»).
En 1951 fue publicado su primer artículo para L’Europeo, en el cual se ocupaba de asuntos de modernidad, mundanería y de sucesos. En la década de 1950 recorrió toda América. En 1956 viajó por primera vez a Nueva York para escribir sobre famosos y de mundanería (sociedad, corazón, etc). De esta experiencia derivó su primer libro, Los siete pecados capitales de Hollywood (I sette peccati di Hollywood), donde describe todos los tejemanejes de Hollywood. El prólogo del libro fue escrito por Orson Welles. En este período encontró a su colega Alfredo Pieroni, con quien entabló una atormentada relación sentimental, que la llevó a sufrir un aborto espontáneo.

### Los años 1960
En la década de 1960 centra su actividad en Nueva York, donde se instala. En 1961 realizó un reportaje sobre la condición de la mujer en Oriente, trabajo que llegó a ser el primer gran éxito de la escritora, titulado El sexo inútil - Viaje en torno a la mujer («Il sesso inutile - Viaggio intorno alla donna»). En 1962 se publicó Penélope en la guerra («Penelope alla guerra»), su primera obra narrativa en la que cuenta la vida de Gió, una chica italiana que va a Nueva York para trabajar como argumentista, y allí se encontrará con personas de su pasado.
En los tiempos de la “carrera espacial”, entrevistó a técnicos y astronautas de la NASA. En 1965 publicó el libro Si el Sol muere («Se il sole muore»), un diario de esa experiencia que la escritora dedicó a su padre. Para escribir ese libro encontró al jefe de proyecto de la misión, el científico alemán Wernher von Braun, que durante la Segunda Guerra Mundial proyectó para la Alemania nazi los misiles balísticos V2, que se lanzaron sobre Londres y otros objetivos europeos. La relación de la experiencia del Apollo XI (1969) está recogida en el libro Aquel día en la Luna («Quel giorno sulla Luna»), publicado en 1970. El comandante del Apolo 12, Charles Conrad, en vísperas del lanzamiento, fue a Nueva York para encontrar a Oriana Fallaci y pedirle un consejo sobre la frase a pronunciar en el momento de pisar la Luna. Ya que Neil Armstrong había dicho: «Un pequeño paso para un hombre, pero un gran salto para la humanidad», la florentina aconsejó, dada la baja estatura de Conrad, la frase: «Para Neil sería un pequeño paso, pero para mí ha sido muy grande». El comandante, que llevó consigo a la Luna una foto de Oriana y su madre de cuando era niña, dijo exactamente esa frase cuando llegó al satélite.
En 1967, en calidad de corresponsal de guerra y enviada especial del periódico L'Europeo, fue a Vietnam. Volvió a ese país de Indochina doce veces en siete años, y describió la guerra criticando tanto al Viet Cong (Frente Nacional de Liberación de Vietnam o FNLV) y a los comunistas, como a los estadounidenses y a los survietnamitas, documentando las mentiras y atrocidades, pero también el heroísmo y la humanidad, de ese conflicto que fue para Fallaci una locura sangrienta. Las experiencias de un año de guerra, que vivió en primera persona, fueron recogidas en el libro Nada y así sea («Niente e così sia»), publicado en 1969.
Hacia mediados de 1968 la periodista abandonó provisionalmente el frente para volver a los Estados Unidos, para cubrir la muerte de Martin Luther King y de Robert Kennedy, y las revueltas estudiantiles de esos años. En un pasaje de Nada y así sea Oriana ridiculiza «el vandalismo de los estudiantes burgueses que osan invocar al Che Guevara, pero que viven en casas con aire acondicionado, van a la escuela con el todoterreno de papá y al night club con la camisa de seda».

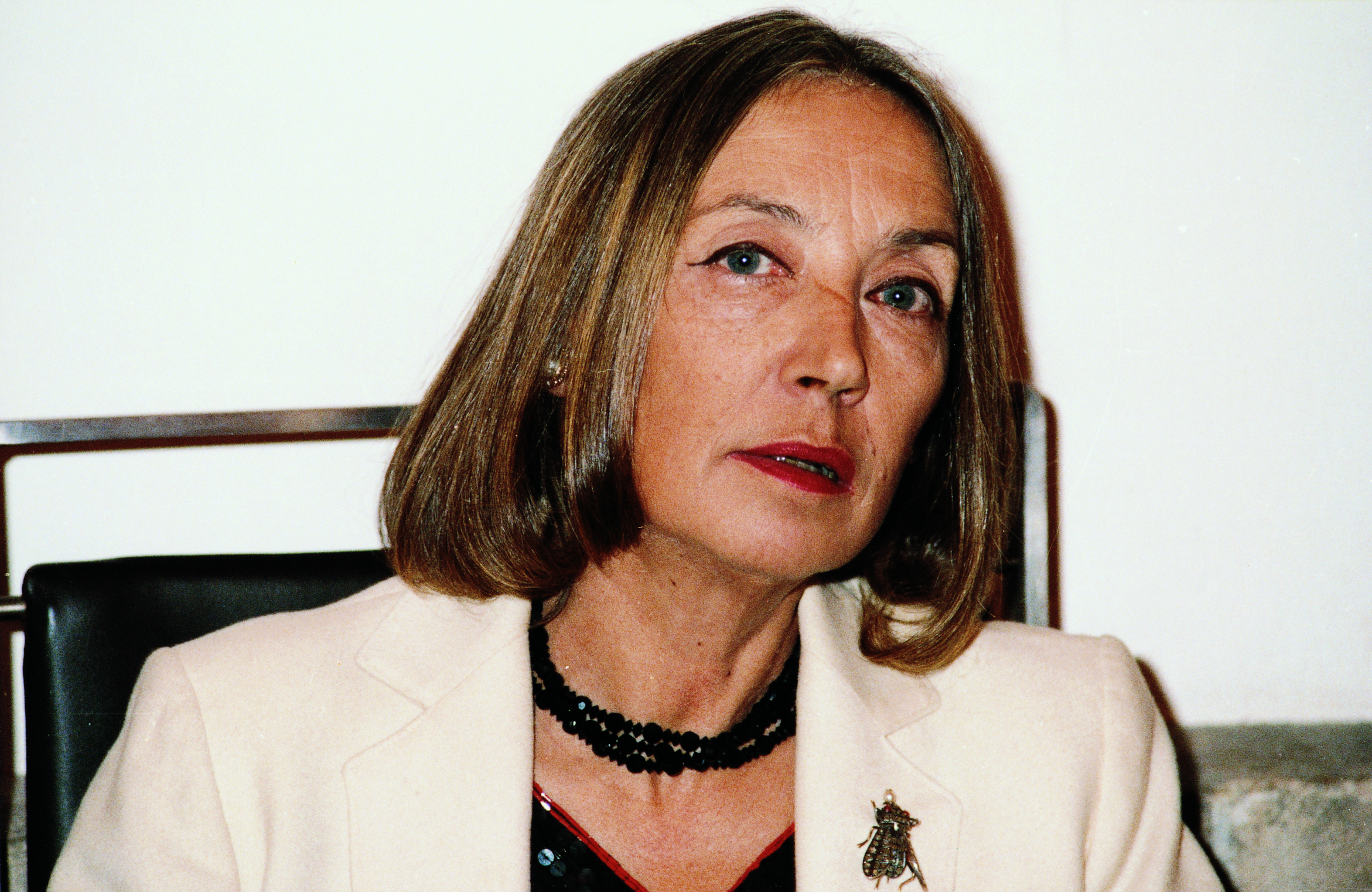
Oriana Fallaci

El 2 de octubre de 1968, en vísperas de los Juegos Olímpicos de México 1968, durante la represión de una manifestación de protesta de los estudiantes mexicanos contra la ocupación militar del campus de la UNAM, que hoy en día se recuerda como la matanza de Tlatelolco, Fallaci resultó herida por una ráfaga de metralleta en la Plaza de las Tres Culturas de la Ciudad de México. Allí murieron entre 68 y 325 jóvenes (el número preciso se desconoce). La periodista fue herida y hasta considerada muerta; fue trasladada al mortuorio de un hospital donde un cura se percató de que estaba viva. Fallaci definió la matanza como «una masacre peor de las que he visto durante la guerra».
Como corresponsal de guerra siguió también los conflictos entre la India y Pakistán, los de América del Sur y los de Oriente Medio.
Respecto a España, conoció a los entonces príncipes herederos de la corona, de quienes comenta en una carta fechada el 8 de  enero de 1967 en Nueva York: “Sí, almorzar con Juan Carlos y  Sofía es lo peor. Conozco a esos dos idiotas. Los entrevisté en Atenas antes de su estúpido matrimonio, y están hechos del mismo molde que Franco…” “No es sorprendente que Juan Carlos y Sofía se conviertan en rey y reina de España cuando muera el Asesino”, sigue explicando Oriana en su carta, refiriéndose al dictador español. “Son sus protegidos. Desde pequeño, Juan Carlos vivió bajo la sombra de Franco y es su robot obediente”. A Sofía, la describe así: “Es simplemente la hija de aquella reina de Grecia que […] estaba en la Juventud Hitleriana y que hizo encarcelar a 50 000 ciudadanos griegos socialistas.”

### Los años 1970 y el encuentro con Panagoulis
El 21 de agosto de 1973 la periodista florentina conoció a Alexandros Panagoulis, uno de los líderes de la oposición griega a la Dictadura de los Coroneles, que fue perseguido, torturado y encarcelado durante mucho tiempo. Se encontraron el día que salió de la cárcel: Fallaci fue su pareja hasta la muerte de él, ocurrida en un misterioso accidente de circulación el 1 de mayo de 1976. En 1975 Fallaci y Panagoulis colaboraron en las investigaciones sobre la muerte de Pier Paolo Pasolini, amigo de la pareja. Oriana fue la primera en denunciar el móvil político del homicidio del poeta. El mismo año se publicó el libro Carta a un niño que nunca nació (Lettera a un bambino mai nato), dedicado a un hijo que Fallaci esperaba y que, sin embargo, perdió. Para la escritora fue un gran éxito editorial y vendió cuatro millones y medio de ejemplares en todo el mundo. Fallaci describió la vida de Panagoulis en su novela Un hombre (Un uomo), publicada en 1979, y también en una larga entrevista, que luego fue recogida en Entrevista con la historia (Intervista con la Storia). Fallaci siempre consideró el accidente de Panagoulis un verdadero homicidio político, ordenado por políticos que habían hecho carrera con la junta militar. La muerte de su amado marcó profundamente la vida de la escritora.

Oriana con el Ayatolá Jomeini

A su actividad como reportera siguieron entrevistas a importantes personalidades de la política, análisis de los principales hechos de crónica y de los temas contemporáneos más relevantes. Entre los personajes entrevistados por Fallaci estuvieron el rey Husein I de Jordania, Vo Nguyen Giap, Pietro Nenni, Giulio Andreotti, Giorgio Amendola, el arzobispo Makarios, su amado Alexandros Panagoulis, Nguyen Cao Ky, Yasser Arafat, Mohammad Reza Pahlavi, Haile Selassie, Henry Kissinger, Walter Cronkite, Federico Fellini, Indira Gandhi, Golda Meir, Nguyen Van Thieu, Zulfikar Ali Bhutto, Deng Xiaoping, Willy Brandt, Sean Connery, Leopoldo Galtieri (a quien directamente llamó "torturador"), Muamar el Gadafi o el ayatolá Jomeini (durante la entrevista Fallaci lo increpó como «tirano» y se quitó el chador, que se le exigió para realizar la entrevista; Khomeini, irritado, hizo referencia a la periodista en un discurso posterior llamándola “aquella mujer” y afirmando que no debía ser un ejemplo a seguir). Algunas de esas entrevistas fueron recogidas en el libro Intervista con la Storia, publicado en 1974. Tanto en sus libros como en sus artículos y crónicas, mostraba un estilo muy personal, provocativo que la situaba siempre en la más plena controversia. En sus trabajos Oriana Fallaci, partía de la hipótesis de que lo importante de las entrevistas no son las preguntas sino las respuestas: Si una persona tiene talento, se le puede preguntar la cosa más trivial del mundo: siempre responderá de modo brillante y profundo. Si una persona es mediocre, se le puede plantear la pregunta más inteligente del mundo: responderá siempre de manera mediocre. En 1976, Fallaci apoyó las listas del Partido Radical, también para las campañas feministas. 
El rector del Columbia College de Chicago le entregó la licenciatura honoris causa en literatura y dijo de ella que era “Una de las escritoras más leídas y amadas del mundo”.
Fallaci escribió también para importantes periódicos y revistas como el New Republic, el New York Times Magazine, Life, Le Nouvel Observateur, The Washington Post, Look, Stern, y el Corriere della sera.

Fallaci en Teherán

### Desde los años 1980 hasta el final
En 1990 fue publicada la novela Inshallah (Insciallah), ambientada en el mundo de las tropas italianas que en 1983 fueron enviadas a Beirut en misión de la ONU. Fallaci obtuvo el permiso para acreditarse con el contingente italiano del ministro de defensa, Giovanni Spadolini (1925-1994). El libro empieza con la descripción del primer doble atentado suicida de los terroristas islámicos contra los cuarteles americanos y franceses, que causó 299 muertos entre los militares. En 1991 Fallaci fue enviada a la Guerra del Golfo, última vez que Fallaci trabajó como reportera de guerra. Luego la escritora se retiró a Nueva York, donde residió en un chalé de dos pisos del Upper East Side en Manhattan. Ahí empezó a escribir una novela que le llevó todos los años noventa, solo interrumpida por los acontecimientos del 11 de septiembre de 2001. En ese tiempo Oriana descubrió que tenía cáncer de pulmón al que ella, más tarde, llamaría «el alienígena». La novela fue publicada póstumamente el 30 de julio de 2008. El libro, titulado Un sombrero lleno de cerezas (Un cappello pieno di ciliege), trata de una saga familiar italiana que discurre desde 1773 hasta 1889.
Sus libros y los artículos sobre las temáticas del 11 de septiembre suscitaron tanto elogios como contestaciones en el mundo político y en la opinión pública. Mediante éstos la escritora denunció la decadencia de la civilización occidental, amenazada por el fundamentalismo islámico, considerándola incapaz de defenderse. Fallaci opinaba que la creciente presión ejercida en los últimos años por la inmigración islámica hacia Europa, y en particular hacia Italia, unida a decisiones, a su parecer discutibles, y al aumento de actitudes de intolerancia recíproca, era la demostración de la veracidad de sus tesis. Según su opinión, lo que está ocurriendo es un planificado intento del mundo islámico de islamizar Occidente, basado en las estructuras del Corán y que estaría avalado por más de un milenio de conflictos y hostilidades entre musulmanes y cristianos; esta tentativa llevaría inevitablemente a un choque de civilizaciones.
Aunque seguía expresando su opiniones anticlericales, definiéndose “atea-cristiana” en su libro La fuerza de la razón (La forza della ragione), declaró públicamente su admiración por el papa Benedicto XVI, que el 27 de agosto de 2005 la recibió en Castel Gandolfo en audiencia privada. El encuentro tenía que ser secreto, pero la noticia se publicó tres días después, mientras que el contenido de la entrevista nunca se dio a conocer.
En marzo de 2005 el periódico Libero tuvo la iniciativa de solicitar firmas para que el Presidente de la República concediese a Fallaci el cargo de senadora vitalicia. Se recogieron más de 75 000 firmas.

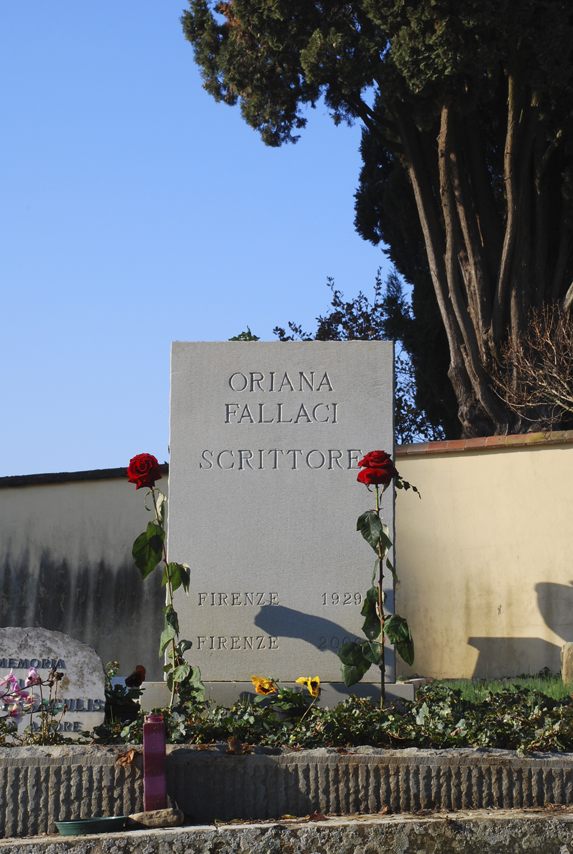
La tumba de Oriana Fallaci en el Cementerio Evangélico agli Allori de Florencia (Settore I - XV - 10)

Fallaci murió en Florencia el 15 de septiembre de 2006 a los setenta y siete años de edad, después de un empeoramiento de sus condiciones de salud, a consecuencia del cáncer que padecía. Deseó morir en su ciudad natal: «Quiero morir en la torre de Mannelli mirando el río Arno desde el Puente Vecchio. Era el cuartel general de los partisanos que gobernaba mi padre, el grupo de “Justicia y Libertad”. Miembros del Partito d’Azione, liberales y socialista. Cuando era niña iba allí, y mi nombre de batalla era Emilia. Entregaba las bombas de mano a los adultos. Las escondía dentro de las cesta de ensalada». Sin embargo, dado lo inadecuado del sitio para una persona en precario estado de salud, fue imposible que se alojara en la Torre de Mannelli. La escritora fue ingresada en la clínica de Santa Chiara, donde falleció.
En 2015 Cristina De Stefano publicó La corresponsal (Editorial Aguilar, 2015), primera biografía autorizada sobre la famosa periodista y escritora. En 2016 salió una colección de 120 cartas recopiladas en el libro La paura è un peccato (El miedo es un pecado), de su sobrino y heredero, Edoardo Perazzi.
En 2015 el director polaco Andrzej Wajda estrenó la película biográfica Walesa Czlowiek z nadziei (Walesa, el hombre de la esperanza) donde presenta una entrevista ficticia de Walesa por Oriana Fallaci.

## Obras
- 1956, I sette peccati di Hollywood (Los siete pecados capitales de Hollywood)
- 1961, Il sesso inutile, viaggio intorno alla donna (El sexo inútil)
- 1962, Penelope alla guerra (Penélope en la guerra, Barcelona, Noguer y Caralt Editores)
- 1966, Se il Sole muore ("Si el Sol muere")
- 1969, Niente e così sia ("Nada y así sea")
- 1974, Intervista con la storia (Entrevistas con la historia, Barcelona, Noguer y Caralt Editores, 1986)
- 1975, Lettera a un bambino mai nato (Carta a un niño que nunca nació, Barcelona, Noguer y Caralt Editores, 1990)
- 1979, Un uomo (Un hombre, Barcelona, Noguer y Caralt Editores, 1984).
- 1990, Insciallah. ("Inshallah")
- 2001, La rabbia e l'orgoglio (La rabia y el orgullo, Madrid, La Esfera de los Libros, 2002).
- 2004, La forza della ragione (La fuerza de la razón, Madrid, La Esfera de los Libros, 2004). Se apunta a la tesis de Eurabia y acusa a la izquierda europea de ser "antioccidental". Es una secuela de La rabia y el orgullo.
- 2005, Oriana Fallaci intervista sè stessa - L'Apocalisse (Oriana Fallaci se entrevista a sí misma - El Apocalipsis, Madrid, La Esfera de los Libros, 2005). Hubo una primera edición en 2004, que no incluía el largo epílogo «El Apocalipsis», con el título Oriana Fallaci intervista Oriana Fallaci.
- 2008, Un cappello pieno di ciliege, (Un sombrero lleno de cerezas, Madrid, La Esfera de los Libros, 2009). Una novela publicada póstumamente en la que Oriana Fallaci trabajó durante diez años, y que trata acerca de la historia de su familia.
- 2016, La paura è un peccato (El miedo es un pecado), publicado por la editorial Rizzoli, 2016. Recopilación de 120 cartas hecha por Edoardo Perazzi.

## Filmografía
- El Grito (1968), guionista.
- L'Oriana (2014), una película de Marco Turco con Vittoria Puccini.